# 메이클즈필드 천퇴

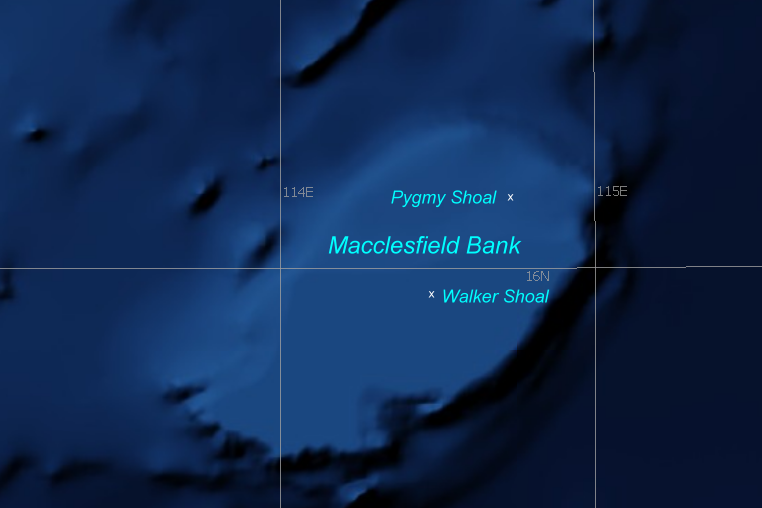
메이클즈필드 천퇴

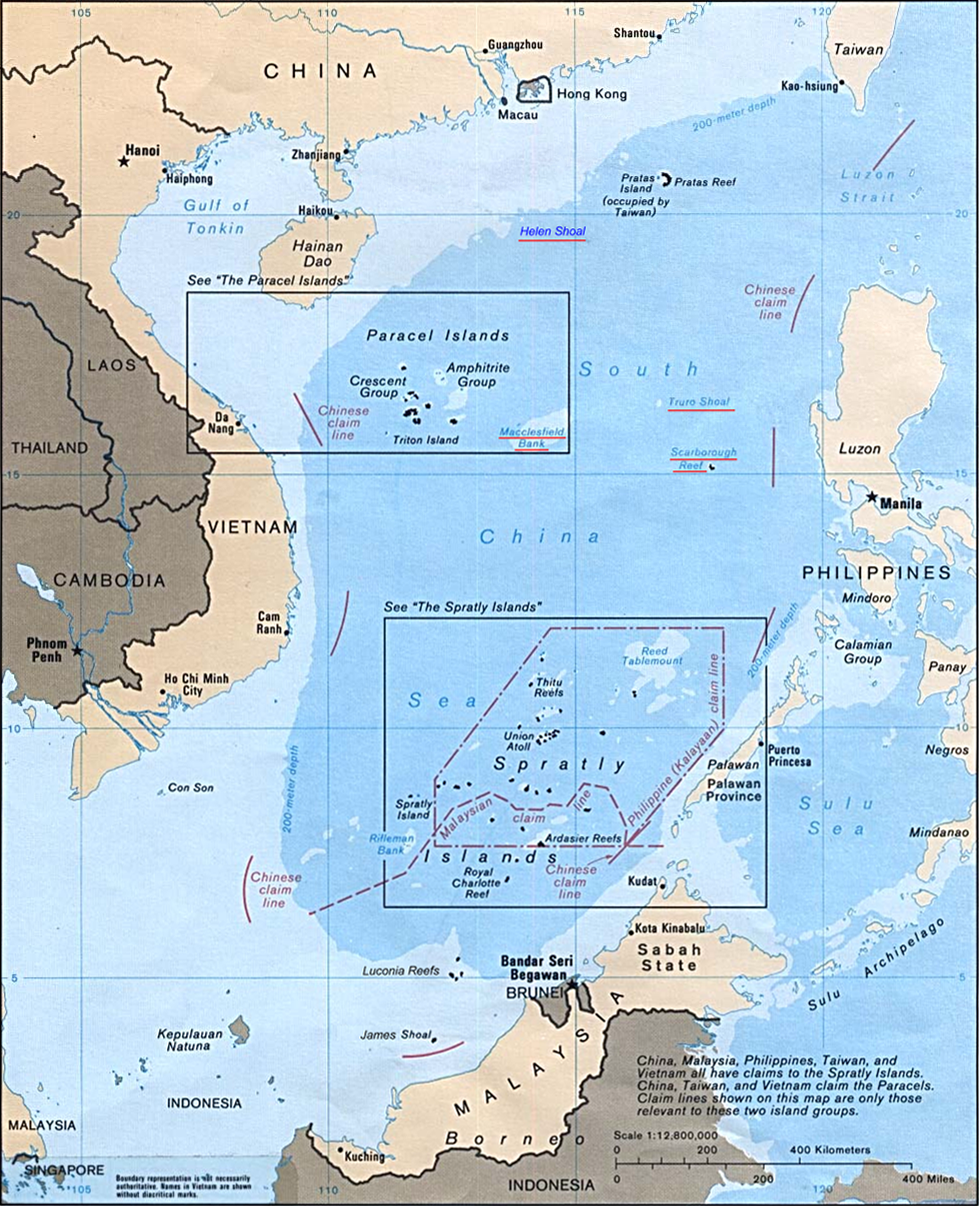
위치 지도

메이클즈필드 천퇴(영어: Macclesfield Bank)는 남중국해에 있는 퇴로, 파라셀 제도(시사 군도) 동쪽, 둥사 군도 남쪽, 스프래틀리 군도(난사 군도) 북쪽에 위치한다. 최대 길이는 130km(북동-남서 방향), 최대 넓이는 70km(북서-남동 방향)이며 전체 해역 면적은 6,448km2이다.
퇴 전체가 해수면 아래에 놓여 있으며, 깊이는 11~18m이다. 중화인민공화국과 중화민국, 필리핀이 영유권을 주장하고 있으며 어떤 나라도 이 곳에 군대를 주둔하지 않고 있다. 중국에서는 스카버러 암초를 합쳐 중사 군도(중국어 간체자: 中沙群岛, 정체자: 中沙群島, 병음: Zhōngshā qúndǎo)라고 부른다.

## 같이 보기
- 파라셀 제도
- 스프래틀리 군도